# Barra Velha
Barra Velha is een gemeente in de Braziliaanse deelstaat Santa Catarina. De gemeente telt 19.861 inwoners (schatting 2009).

## Aangrenzende gemeenten
De gemeente grenst aan Araquari, Balneário Piçarras, Luiz Alves en São João do Itaperiú.

## Verkeer en vervoer
De plaats ligt aan de noord-zuidlopende weg BR-101 tussen Touros en São José do Norte. Daarnaast ligt ze aan de weg SC-415.